# 광링구

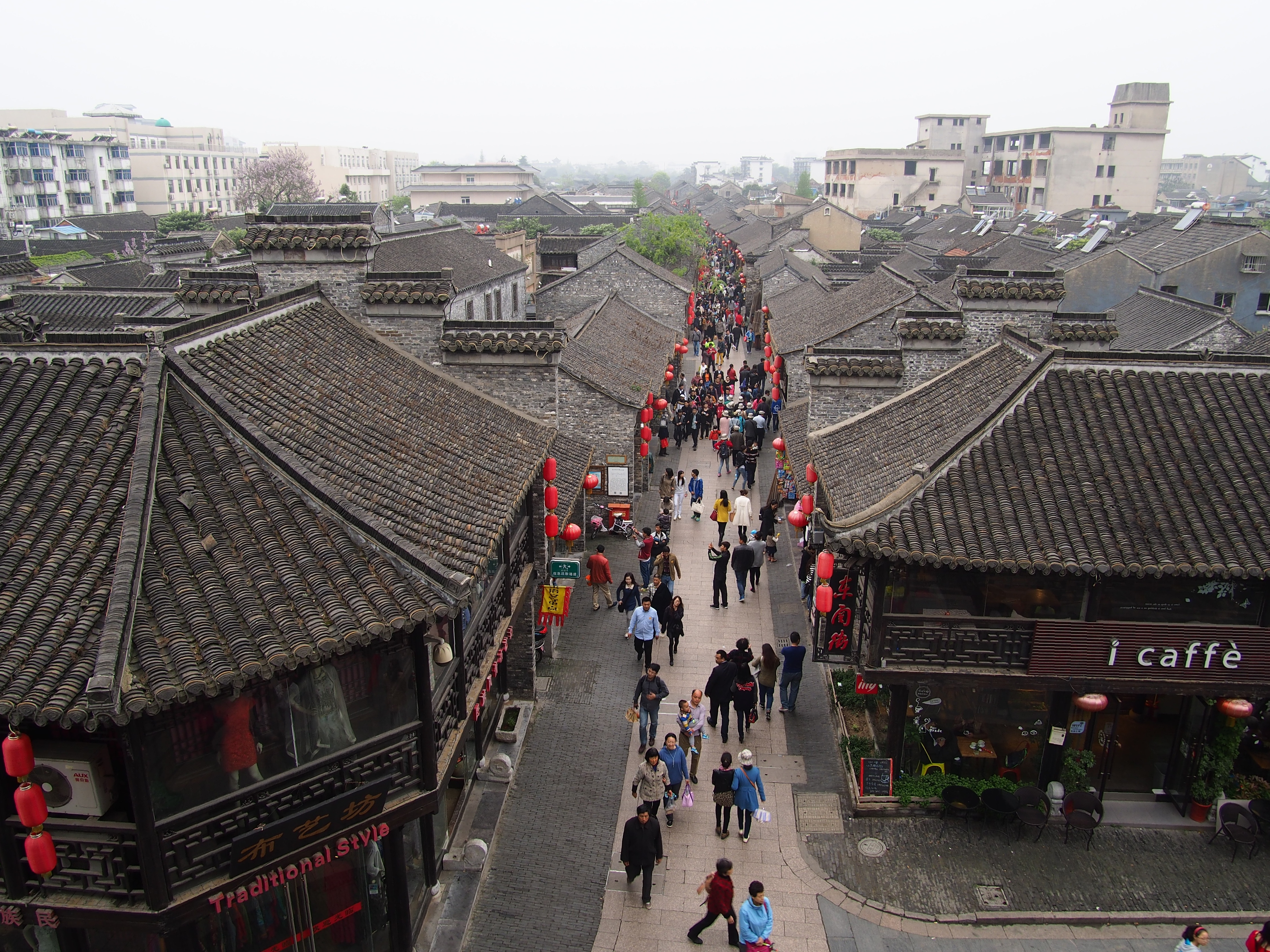

광링구(중국어: 广陵区, 병음: Guǎnglíng Qū)는 중화인민공화국 장쑤성 양저우 시의 현급 행정구역이다. 넓이는 69km2이고, 인구는 2007년 기준으로 310,000명이다.

## 행정 구역
4개 가도, 1개 진, 1개 향을 관할한다.
- 가도: 东关街道, 汶河街道, 文峰街道, 曲江街道.
- 진: 湾头镇.
- 향: 汤汪乡.